# Lataurinus
Lataurinus är ett släkte av skalbaggar. Lataurinus ingår i familjen vivlar.
Kladogram enligt Catalogue of Life:
| Lataurinus | \| \| Lataurinus rugiceps \| \| \| \| |
|            | \| \| Lataurinus rugiceps \| \| \| \| |
|            | Lataurinus rugiceps                   |
|            |                                       |